# Saison 9 de Section de recherches
Chronologie
Saison 8 Saison 10
Cet article présente les épisodes de la neuvième saison de la série télévisée Section de recherches.

## Distribution

### La brigade
- Xavier Deluc : Capitaine Martin Bernier, chef de groupe
- Franck Sémonin : Lieutenant Lucas Auriol
- Chrystelle Labaude : Commandant Nadia Angeli, responsable du TIC
- Julie Fournier : Lieutenant Roxane Janin (épisodes 1-5)
- Manon Azem : Adjudant Sara Casanova
- Stéphane Soo Mongo : Adjudant Alexandre Sainte-Rose, dit « Alex »
- Félicité Chaton : Adjudant Victoire Cabral, dite « Vicky »
- Julie Bernard : Lieutenant Juliette Delage (épisodes 5-6 et 8)

### Les autres
- Dorcas Coppin : Leslie Sorel, fille adoptive de Martin Bernier (épisode 1-6 et 9)
- Priam Rodriguez : Elliot, fils de Lucas Auriol (épisode 1-3 et 7)
- Christian Vadim : procureur Thierry Calvi (épisode 2-5)
- Valérie Kaprisky : Laura Belmont, écrivaine et amie de Martin Bernier (épisode 9-12)
- Élodie Hesme : Ariane Dugay, mère de Leslie Sorel (épisodes 2-3 et 6)
- Didier Cauchy : Léo Grasset, compagnon de Nadia Angeli (épisodes 1 et 12)
- Diane Robert : Muriel Joliet (épisodes 2 et 7)
- Marc Duret : le procureur (épisodes 6 et 9)

## Liste des épisodes

### Épisode 1:Copycat
- Belgique : 31 janvier 2015 sur La Une
- Suisse : 31 janvier 2015 sur RTS Un
- France : 5 février 2015 sur TF1

- Belgique : 243 000 téléspectateurs (15,4 % de part d'audience)[1] (première diffusion)
- France : 6,29 millions de téléspectateurs (24,5 % de part d'audience)[2] (première diffusion)

- Adriana Karembeu : Tina Kepler
- Robert Plagnol : Olivier Kepler
- Vincent Martinez : Anthony Portal
- Maud Buquet : Nawel Berki
- Hélène Kuhn : Aurélie Davilla
- Charlotte Garet : Camille Gardel
- Alexandre Delamadeleine : Vincent Gardel
- Pascal Casanova : François Davilla
- Catherine Davenier : Marie-Cécile Davilla
- Étienne Durot : Sébastien Monnier
- Lény Sellam : Sylvain Marchat
- Maria Pitarresi : Valérie Gardel
- Laurence Le Dantec : la femme témoin
- Carole Palcoux : lieutenant BT

### Épisode 2:Sexy à mort
- Belgique : 31 janvier 2015 sur La Une
- Suisse : 31 janvier 2015 sur RTS Un
- France : 5 février 2015 sur TF1

- Belgique : 249 000 téléspectateurs (17,1 %)[1] (première diffusion)
- France : 5,14 millions de téléspectateurs (25,4 %)[2] (première diffusion)

- Christophe de Choisy : Adrien Coste
- Émilie Piponnier : Claire Bellay
- Mathieu Bisson : Mathieu Bellay
- Karl E. Landler (en) : Julien Saunier
- Thierry Picaut : Jonathan Pradi
- Farouk Bermouga : Oscar Granger
- Liam Baty : Thomas Mercier
- Stéphane Hohn : Jérémy Chauvet
- Anik Danis : La femme de ménage
- Laurence Cormerais : Sophie
- Marion Koen : Lauren Coste
- Julia Brodier : Christine, la voisine
- Simon Guibert : Tito Ramos
- Jean-Marc Michelangeli : Lieutenant BT

### Épisode 3:Une femme de trop
- Belgique : 7 février 2015 sur La Une
- Suisse : 7 février 2015 sur RTS Un
- France : 12 février 2015 sur TF1

- Belgique : 239 000 téléspectateurs (14,6 %)[3] (première diffusion)
- France : 6,29 millions de téléspectateurs (24,5 %)[4] (première diffusion)

- Romane Portail : Charlotte Guérin
- Matheo Capelli : Régis Guérin
- Émilie Deville : Pauline Louvet
- Philypa Phoenix : Alice Torres
- Benoît Du Pac : Denis Carmina
- Cathy Darietto : Sylvia Roche
- Benoît Maréchal : Julien Morel
- Frédéric Achard : le professeur de danse
- Magali Lerbey : Mélanie Larousse
- Yoko Aikawa Verley : la psy
- Marie Anne Cordonnier : Rosa
- Grégory Di Meglio : le serveur
- Matthieu Albertini : lieutenant BT
- Géraldine Loup : l'assistante sociale
- Guillaume Marty : Romain Farge

### Épisode 4:Ultime recours
- Belgique : 7 février 2015 sur La Une
- Suisse : 7 février 2015 sur RTS Un
- France : 12 février 2015 sur TF1

- Belgique : 269 000 téléspectateurs (16,5 %)[3] (première diffusion)
- France : 5,56 millions de téléspectateurs (25,5 %)[4] (première diffusion)

- Cédric Chevalme : Manuel Pujol
- Jina Djemba : Mariama Coulibaré
- Véronique Baylaucq : Nicole Spontini
- Michel Albertini : Armand Carioux
- Florian Cadiou : Yann Bortoli
- Cassandre Manet : Karine Leduc
- Marie-Christine Adam : Anne-Laure Carioux
- Nicolas Beaucaire : Marc Rozières
- Laurent Giroud : Yves Lemaréchal
- Cédric Maruani : le voisin de Manuel
- Céline Rolland : la journaliste TV
- Pierre-Marie Mosconi : Pierre Ferrier
- Fabien Baiardi : le patron de Manuel
- Benjamin Nissen : Max Bertin
- Matthieu Albertini : lieutenant BT
- Jean-Christophe Brétignière : le patron de l'agence de sécurité

### Épisode 5:Prise au piège
- Belgique : 14 février 2015 sur La Une
- Suisse : 14 février 2015 sur RTS Un
- France : 19 février 2015 sur TF1

- Belgique : 234 000 téléspectateurs (13,9 %)[5] (première diffusion)
- France : 6,08 millions de téléspectateurs (23,7 %)[6] (première diffusion)

- Patrick Bouchitey : Dominique Taviani
- Alexis Loret : Michaël Varèse
- Claudine Delvaux : Anita Verneuil
- Pierre Dourlens : Eddy Verneuil
- Amandine Pommier : Audrey Varèse
- Pauline Moulène : France Orsena
- Eric Marcel : le chirurgien
- Jean-Marc Michelangeli : lieutenant BT

### Épisode 6:Leslie en danger
- Belgique : 14 février 2015 sur La Une
- Suisse : 14 février 2015 sur RTS Un
- France : 19 février 2015 sur TF1

- Belgique : 229 000 téléspectateurs (14,3 %)[5] (première diffusion)
- France : 5,61 millions de téléspectateurs (25,4 %)[6] (première diffusion)

- Fanny Gilles : Lorraine Pajot
- Mathias Maréchal : Jérôme Pajot
- Laurence Mercier : Françoise Brémont
- Hélène Degy : Jeanne Blanco
- Muriel Gaudin : Laurence Keller
- Matyas Simon : Christophe Médioni
- Xavier Valoteau : le jardinier
- Gregory Dutreilly : le livreur
- Damien Leconte : le major
- Matthieu Albertini : lieutenant BT

### Épisode 7:Chasse au trésor
- Belgique : 21 février 2015 sur La Une
- Suisse : 21 février 2015 sur RTS Un
- France : 26 février 2015 sur TF1

- Belgique : 241 000 téléspectateurs (14 %)[7] (première diffusion)
- France : 6,69 millions de téléspectateurs (25,7 %)[8] (première diffusion)

- Priscilla Lopes : Sonia Lalande
- Marc Pistolesi : Gregory Poloni
- Michel Masiero : Robert Benetto
- Mathieu Delarive : Fabien Deville
- Franck Monsigny : Victor Lacoste
- Franck Gourlat : Étienne Porchet
- Frédéric Gérard : le gardien
- Coralie André : Anne Gerber
- Geoffrey Boutan : Dr Tisseau
- François Soule : Pascali
- Edwige Pellissier : l'infirmière
- Jean-Marc Michelangeli : lieutenant BT

### Épisode 8:Innocence sacrifiée
- Belgique : 21 février 2015 sur La Une
- Suisse : 21 février 2015 sur RTS Un
- France : 26 février 2015 sur TF1

- Belgique : 233 000 téléspectateurs (13,4 %)[7] (première diffusion)
- France : 6,18 millions de téléspectateurs (27,2 %)[8] (première diffusion)

- Capucine Roy : Gladys / Lili Derricourt
- Florence Cabaret : Céline Derricourt
- Cédric Camus : M. Derricourt
- Fabian Wolfrom : Romain Derricourt
- Alexandra Gonin : Yolande Perreux
- Renaud Bouchery : Maurice Perreux
- Fanny Roger : Solande Nardi
- Pierre Garnier : L'apprenti
- Thierry Azzopardi : Le forain
- Cécile Hercule : La mère de Maud
- Vincent Paillier : Olivier Stern
- Fabrice Raspati : Médecin de l'hôpital
- Matthieu Albertini : Lieutenant BT

### Épisode 9:Les Loups
- Belgique : 28 février 2015 sur La Une
- Suisse : 28 février 2015 sur RTS Un
- France : 5 mars 2015 sur TF1

- Belgique : 242 000 téléspectateurs (14,8 %)[9] (première diffusion)
- France : 6,69 millions de téléspectateurs (25,2 %)[10] (première diffusion)

- Noémie Kocher : Pauline Domergue
- Clément Moreau : Sébastien Domergue
- Jean-François Palaccio : Philippe Duteille
- Jean-Michel Marnet : Antonin Carnucci
- Tristan Lignier : Anthony Lesta
- Didier Marty : le serveur
- Bernard Bloch : Jules Carnucci
- Tilly Mandelbrot : Marion Carnucci
- Virginie Vignolo : L'infirmière
- Stéphane Cochini : Le photographe
- Fabrice Adment : Le maître d'hôtel
- Norbert Ferrer : Christian Marini
- Julien Cigana : Victor Carnucci
- Célia Millat : Emma Ciazo
- Philippe Napias : le responsable de l'ONC
- Mickaël Koné : l'assistant Sara
- Fabienne Carat : Lieutenant BT

### Épisode 10:La Règle Du Jeu
- Belgique : 28 février 2015 sur La Une
- Suisse : 28 février 2015 sur RTS Un
- France : 5 mars 2015 sur TF1

- Belgique : 236 000 téléspectateurs (15 %)[9] (première diffusion)
- France : 5,74 millions de téléspectateurs (25,1 %)[10] (première diffusion)

- David Sevier : Georges Martel
- Emma Colberti : Florence Martel
- Sarah Pasquier : Emma Tessier
- Loïc Riewer : Jérémie Laurent
- Karine Texier : Viviane Martel
- Philippe Laudenbach : Pierre Martel
- Mohamed Hicham : Samir Bakar
- Yvan Garouel : le notaire
- Stanislas Forlani : Franck Gonzales
- Jean-Pierre Sanchez : Nicolas Lombardi
- Mathieu Albertini : lieutenant BT

### Épisode 11:La Nuit Des Étoiles
- Belgique : 7 mars 2015 sur La Une
- Suisse : 7 mars 2015 sur RTS Un
- France : 12 mars 2015 sur TF1

- Belgique : 199 000 téléspectateurs (12,8 %)[11] (première diffusion)
- France : 6,4 millions de téléspectateurs (24,8 %)[12] (première diffusion)

- Laurent Le Doyen : Christian Favra
- David Lowe : Tom Clark
- Isham Conrath : Étienne Dumas
- Claire Galopin : Clémence Doutey
- Romain Brethau : Samuel Doutey
- Dominique Mérot : Francine Doutey
- David Nguyen : Théo
- Hajar Abourachid : Laïla Naseem
- Gray Orsatelli : Loïc Orsini
- Chloé Vivares : Vanessa Sainclair
- Grégory Barco : Cédric Morin
- David Marchal : Le médecin
- Fabrice Fara : Lieutenant BT

### Épisode 12:Secrets et mensonges
- Belgique : 7 mars 2015 sur La Une
- Suisse : 7 mars 2015 sur RTS Un
- France : 19 mars 2015 sur TF1

- Belgique : 187 000 téléspectateurs (12,8 %)[11] (première diffusion)
- France : 6,78 millions de téléspectateurs (26,1 %)[13] (première diffusion)

- Vincent Primault : Marco
- Alexandre Hamidi : Rémy Larroque
- Adélaïde Bon : Ghislaine Comte
- Nadine Marcovici : Louise Delambre
- Anne Barandon : Magalie
- Matthieu Albertini : lieutenant BT